# Villamar
Villamar település Olaszországban, Szardínia régióban, Medio Campidano megyében. Lakosainak száma 2431 fő (2023. január 1.). Villamar Lunamatrona, Furtei, Las Plassas, Pauli Arbarei, Sanluri, Segariu, Villanovafranca és Guasila községekkel határos.

## Népesség
A település lakossága az elmúlt években az alábbi módon változott:
| Lakosok száma | 2725 | 2660 | 2431 |
|               | 2017 | 2018 | 2023 |